# Tzabar

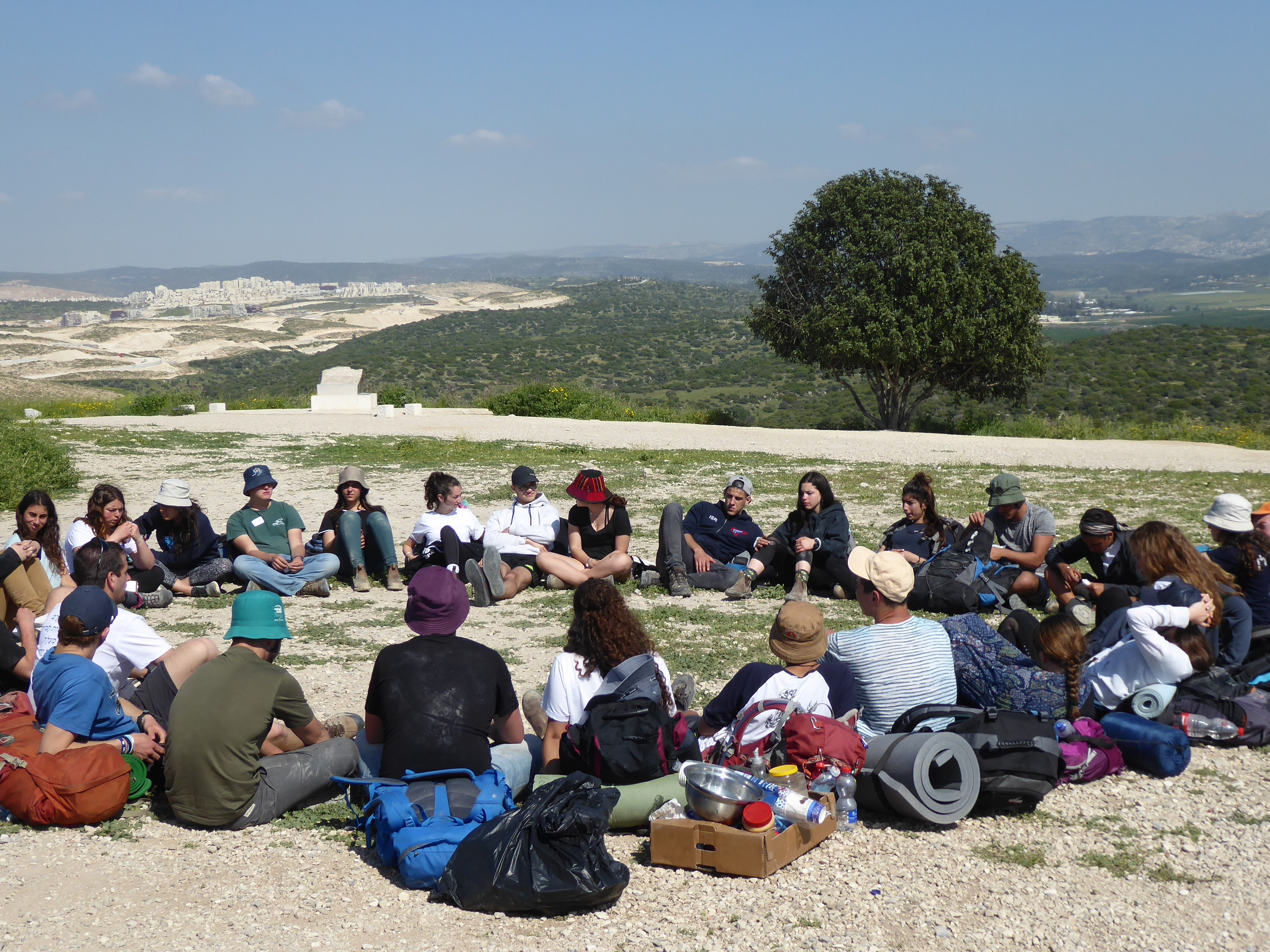
Israelische Jugendliche, 2019

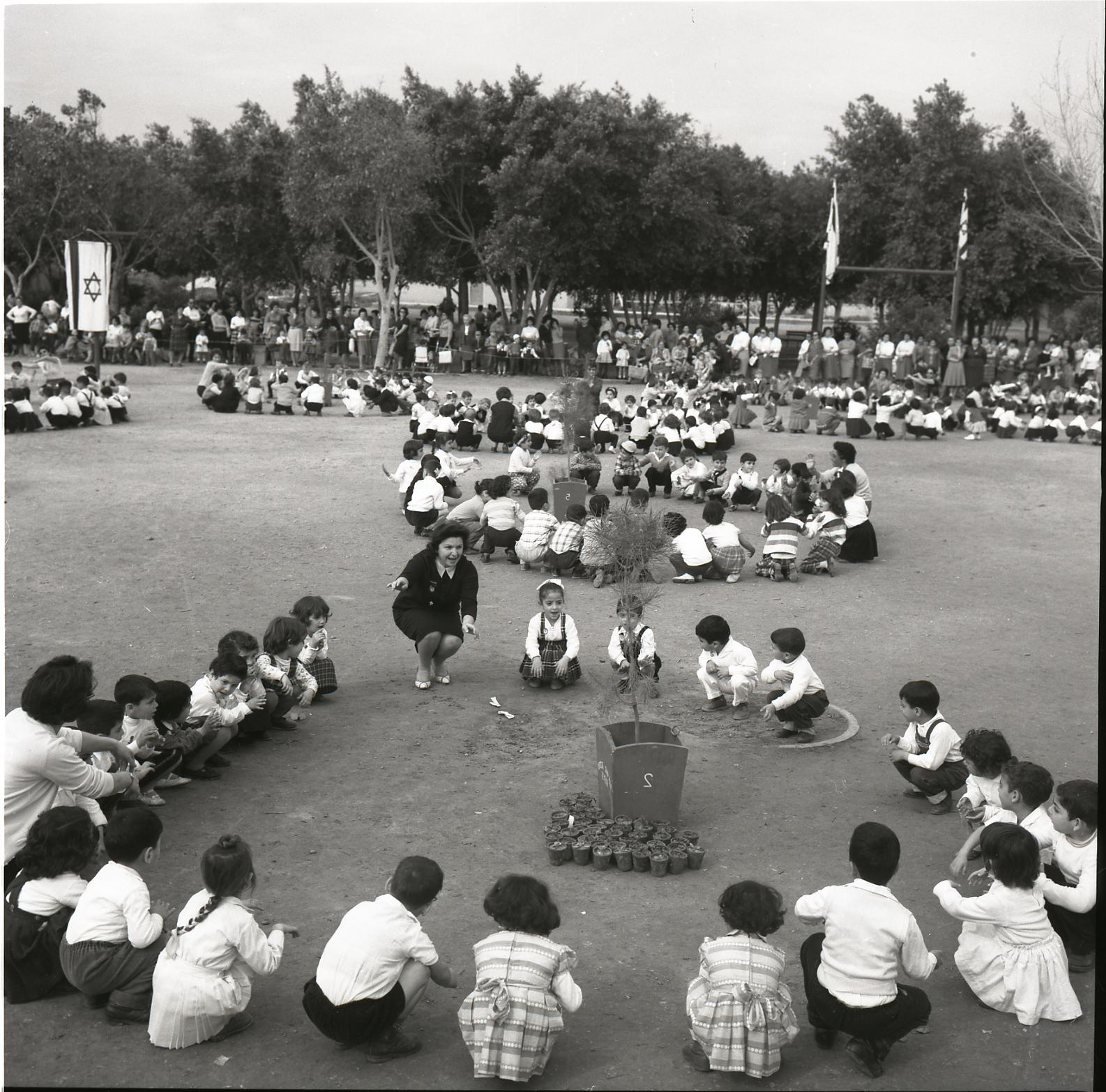
Gemeinschaftsbildender Singkreis, hier das im zionistischen Selbstbild sehr wichtige Pflanzen von Bäumen, Aufnahme von Boris Carmi, 1963

Tzabar (hebräisch צַבָּר Zabbar, deutsch ‚Kaktusfeige‘, Plural Tzabarim צַבָּרִים Zabbarīm, im Deutschen auch Sabra oder Sabre) ist die Bezeichnung für in Eretz Israel geborene Juden. Die Bezeichnung entstand in den 1930er Jahren nach den Einwanderungswellen vor allem osteuropäischer Juden in die Region Palästina (siehe auch Alija). Der Begriff diente als Abgrenzung zu den zugezogenen bzw. noch in der Diaspora lebenden Juden. Es ist eine Metapher für das Verwurzeltsein in der Heimaterde trotz aller Widrigkeiten.
Insbesondere seit der Staatsgründung ist die Zahl dieser Personen stark angestiegen. Sie belief sich im Jahre 2010 auf mehr als 4 Millionen, rund 70 % der jüdischen Bevölkerung, und stieg bis 2015 auf 75 %. Der israelische Linguist Ruvik Rosenthal beschreibt in seinem „Wörterbuch des Slangs“ (hebräische Ausgabe), wie der Begriff von der zionistischen Bewegung benutzt und verstanden wurde: Während die „alten Juden“ in der Diaspora geboren waren, wuchsen die „neuen Juden“ zunächst meist im Kibbuz auf. Die „alten Juden“ sprachen Hebräisch mit gebrochenem Akzent, während die „neuen Juden“ in ihrer Muttersprache aufwuchsen. Hinzu kam, dass die jungen Menschen gleichberechtigt – das heißt: Männer und Frauen gleichermaßen – für die israelischen Verteidigungsstreitkräfte ausgebildet wurden.
Eine wissenschaftliche Betrachtung des Begriffs, der inzwischen zum Mythos geworden ist, erfolgte durch den Soziologen Oz Almog in seinem Buch The Sabra – The Creation of the New Jew.